# Ico Aguilar
Aguilar  García est un nom espagnol. Le premier nom de famille, en général paternel, est Aguilar ; le second, en général maternel, souvent omis, est García.
Pour les articles homonymes, voir Aguilar et García.
Francisco Javier Aguilar García, surnommé Ico Aguilar, né le 26 mars 1949 à Santander en Espagne et mort le 11 mai 2020 à Madrid, est un footballeur international espagnol qui occupe essentiellement le poste d'avant-centre, ayant également été entraîneur. Il évolue durant sa carrière de joueur dans plusieurs clubs et notamment au Real Madrid pendant huit saisons et avec lequel il se forge un palmarès. Il compte trois sélections pour un but inscrit avec l'équipe d'Espagne.

## Biographie

### Carrière de joueur

#### En club
Natif de Santander, Francisco Javier Aguilar García pratique initialement le handball avant de passer au football sous l'impulsion de Laureano Ruiz du Real Santander. En 1970, le club est promu en Segunda División. En 1971, Aguilar ainsi que ses coéquipiers Santillana et le gardien Pedro Corral sont transférés au Real Madrid contre une indemnité de 23 millions de pesetas.
Il passe huit saisons au sein du club merengue, remportant à cinq reprises le championnat d'Espagne ainsi que deux Coupes d'Espagne. Il y dispute 190 matchs officiels et inscrit 50 buts,. En 1974, il est l'auteur du troisième but lors de la victoire madrilène en finale de la Coupe d'Espagne 4-0 contre le FC Barcelone. La finale de la Coupe d'Espagne 1975 oppose le Real Madrid à l'Atlético de Madrid et se termine par un 0-0 à l'issue du temps règlementaire. Lors de la séance des tirs au but, le Real s'impose 4-3 et Aguilar est l'auteur du tir décisif.
De 1979 à 1981, il joue au Sporting Gijón puis termine sa carrière par deux saisons au Rayo Vallecano qui est alors en Segunda División.

#### En sélection
La première sélection en équipe nationale d'Ico Aguilar a lieu le 24 novembre 1971 lors de la réception au stade de Los Cármenes de Grenade de Chypre dans le cadre des éliminatoires de l'Euro 1972, un match qui se solde par une victoire espagnole 7-0, Aguilar inscrivant le cinquième but de la partie. Sa dernière sélection avec la Roja se déroule le 2 mai 1973 lors d'un déplacement au stade olympique d'Amsterdam pour y affronter les Pays-Bas qui s'imposent 3-2. Ses trois sélections en équipe nationale se soldent par une victoire, un match nul, une défaite et un but inscrit.

### Après-carrière
Aguilar est à partir de novembre 1989 l'entraîneur du RSD Alcalá, club de Segunda División B. Son dernier match à la tête du club a lieu en janvier 1991, quelques mois avant la rétrogradation de l'équipe en Tercera División. En septembre 2002, il est à la tête du CD Logroñés pendant six journées de Segunda División B avant d'être licencié,.
Un communiqué du Real Madrid annonce sa mort le 11 mai 2020 des conséquences d'un cancer.

## Palmarès
Aguilar obtient l'essentiel de son palmarès de joueur lorsqu'il évolue au Real Madrid. Cinq fois champion d'Espagne en 1972, 1975, 1976, 1978 et 1979, il remporte également en 1974 et 1975 la Coupe d'Espagne et en est finaliste en 1979.

## Statistiques
Le tableau ci-dessous résume les statistiques en match officiel d'Ico Aguilar durant sa carrière de joueur professionnel,.
| Saison                | Club                  | Championnat           | Championnat | Championnat | Coupe(s) nationale(s) | Coupe(s) nationale(s) | Compétition(s) continentale(s) | Compétition(s) continentale(s) | Compétition(s) continentale(s) | Barrages de maintien en Segunda División | Barrages de maintien en Segunda División | Coupe de la Ligue de Segunda División | Coupe de la Ligue de Segunda División | Sélection | Sélection | Sélection | Total | Total |
| Saison                | Club                  | Division              | M.          | B.          | M.                    | B.                    | Comp.                          | M.                             | B.                             | M.                                       | B.                                       | M.                                    | B.                                    | Équipe    | M.        | B.        | M.    | B.    |
| 1967-1968             | Real Santander        | Segunda División      | -           | -           | 2                     | 0                     | -                              | -                              | -                              | -                                        | -                                        | -                                     | -                                     | -         | -         | -         | 2     | 0     |
| 1969-1970             | Real Santander        | Tercera División      | -           | -           | 7                     | 3                     | -                              | -                              | -                              | 3                                        | 1                                        | -                                     | -                                     | -         | -         | -         | 10    | 4     |
| 1970-1971             | Real Santander        | Segunda División      | 37          | 10          | 2                     | 0                     | -                              | -                              | -                              | -                                        | -                                        | -                                     | -                                     | -         | -         | -         | 39    | 10    |
| 1971-1972             | Real Madrid           | Primera División      | 31          | 6           | 3                     | 1                     | C3                             | 4                              | 3                              | -                                        | -                                        | -                                     | -                                     | Espagne   | 2         | 1         | 40    | 11    |
| 1972-1973             | Real Madrid           | Primera División      | 29          | 9           | 2                     | 0                     | C1                             | 6                              | 1                              | -                                        | -                                        | -                                     | -                                     | Espagne   | 1         | 0         | 38    | 10    |
| 1973-1974             | Real Madrid           | Primera División      | 14          | 4           | 5                     | 3                     | C3                             | 2                              | 0                              | -                                        | -                                        | -                                     | -                                     | -         | -         | -         | 21    | 7     |
| 1974-1975             | Real Madrid           | Primera División      | 19          | 4           | 4                     | 0                     | C2                             | 4                              | 1                              | -                                        | -                                        | -                                     | -                                     | -         | -         | -         | 27    | 5     |
| 1975-1976             | Real Madrid           | Primera División      | 3           | 0           | 1                     | 1                     | -                              | -                              | -                              | -                                        | -                                        | -                                     | -                                     | -         | -         | -         | 4     | 1     |
| 1976-1977             | Real Madrid           | Primera División      | 16          | 1           | 1                     | 0                     | -                              | -                              | -                              | -                                        | -                                        | -                                     | -                                     | -         | -         | -         | 17    | 1     |
| 1977-1978             | Real Madrid           | Primera División      | 6           | 1           | 5                     | 2                     | -                              | -                              | -                              | -                                        | -                                        | -                                     | -                                     | -         | -         | -         | 11    | 3     |
| 1978-1979             | Real Madrid           | Primera División      | 26          | 9           | 7                     | 4                     | C1                             | 2                              | 0                              | -                                        | -                                        | -                                     | -                                     | -         | -         | -         | 35    | 13    |
| 1979-1980             | Sporting Gijón        | Primera División      | 21          | 2           | 9                     | 3                     | C3                             | 2                              | 0                              | -                                        | -                                        | -                                     | -                                     | -         | -         | -         | 32    | 5     |
| 1980-1981             | Sporting Gijón        | Primera División      | 25          | 4           | 3                     | 2                     | C3                             | 2                              | 0                              | -                                        | -                                        | -                                     | -                                     | -         | -         | -         | 30    | 6     |
| 1981-1982             | Rayo Vallecano        | Segunda División      | 36          | 12          | 10                    | 5                     | -                              | -                              | -                              | -                                        | -                                        | -                                     | -                                     | -         | -         | -         | 46    | 17    |
| 1982-1983             | Rayo Vallecano        | Segunda División      | 37          | 6           | 7                     | 1                     | -                              | -                              | -                              | -                                        | -                                        | 2                                     | 0                                     | -         | -         | -         | 46    | 7     |
| Total sur la carrière | Total sur la carrière | Total sur la carrière | 300         | 68          | 68                    | 25                    | -                              | 22                             | 5                              | 3                                        | 1                                        | 2                                     | 0                                     | -         | 3         | 1         | 398   | 100   |